# José Altevir da Silva
José Altevir da Silva C.S.Sp. (ur. 30 listopada 1962 w Ipixuna) – brazylijski duchowny katolicki, biskup-prałat Tefé od 2022.

## Życiorys
6 grudnia 1992 otrzymał święcenia kapłańskie. Był m.in. wychowawcą studentów w Jardim Planalto (2002–2008), sekretarzem wykonawczym komisji Konferencji Episkopatu Brazylii ds. działalności misyjnej (2008–2012) oraz superiorem prowincji brazylijskiej duchaczy (2012-2017).
27 września 2017 papież Franciszek mianował go biskupem diecezji Cametá. Sakry udzielił 16 grudnia 2017 biskup pomocniczy Brasílii, Leonardo Ulrich Steiner.
9 marca 2022 został mianowany ordynariuszem prałatury terytorialnej Tefé.